# Delta1 Tauri
Título a ser usado para criar uma ligação interna é Delta1 Tauri.
Delta1 Tauri (Hyadum II, Secunda Hyadum, Secundus Hyadum, 61 Tauri) é uma estrela na direção da constelação de Taurus. Possui uma ascensão reta de 04h 22m 56.03s e uma declinação de +17° 32′ 33.3″. Sua magnitude aparente é igual a 3.77. Considerando sua distância de 153 anos-luz em relação à Terra, sua magnitude absoluta é igual a 0.41. Pertence à classe espectral G8III. É membro do aglomerado aberto Híades.